# Захватчики Солнца
«Захватчики Солнца» («Налётчики Солнца») — кинофильм режиссёра Сирио Сантьяго, типичный постапокалиптический фантастический боевик с Ричардом Нортоном в главной роли.

## Сюжет
Действие происходит в будущем, в XXI веке. Наступило биологическое бедствие, земля стала бесплодной. Миром управляют кровожадные монстры. В живых осталось всего несколько сотен людей и они пытаются вести борьбу с захватчиками, часто безуспешную.
Но среди этой горстки людей наконец появляется новый Воин, который способен противостоять всему скопившемуся злу. Для него основным качеством является храбрость, и он не остановится ни перед чем для достижения своей цели — спасения уже новой Земли.

## В ролях
- Ричард Нортон — Броди
- Уильям Стейс — Полковник Клэй, плохой парень
- Генри Стрзалковски — Кингсли
- Ник Николсон — Акерман
- Рик Дин — Когхид
- Джозеф Зукчеро — Шелтон
- Бриджитта Стенберг — Вера
- Бон Вибар — Джакин

## Цитаты из фильма
- «Они не берут заключенных. Они берут жизни».